# National Hockey League 1992-1993
La stagione 1992-1993 è stata la 76ª edizione della National Hockey League. La stagione regolare iniziò il 6 ottobre 1992 per poi concludersi il 16 aprile 1993, mentre i playoff della Stanley Cup terminarono il 29 maggio 1993. I Montreal Canadiens ospitarono l'NHL All-Star Game presso il Forum de Montréal il 6 febbraio 1993. La finale di Stanley Cup finì il 9 giugno con la vittoria dei Montreal Canadiens contro i Los Angeles Kings per 4-1. Per i Canadiens si trattò della ventiquattresima Stanley Cup conquistata, la prima vinta dal 1986, mentre per i Kings fu la prima finale della loro storia.
Questa fu l'ultima stagione delle Conference Wales e Campbell, così come delle divisioni Adams, Patrick, Norris e Smythe. Dalla stagione successiva le squadre sarebbero state suddivise in nuove divisioni che rispecchiassero la disposizione geografica delle franchigie. Inoltre per l'ultima volta si disputarono i playoff secondo la struttura suddivisa in semifinali e finali di division. Tutte le squadre indossarono uno stemma particolare per celebrare i 100 anni di storia della Stanley Cup.
Si unirono alla lega due nuove franchigie: gli Ottawa Senators e i Tampa Bay Lightning. I Senators nacquero come reincarnazione della formazione omonima nata un secolo prima, riportando l'hockey professionistico ad Ottawa, mentre la squadra di Tampa rafforzò la presenza della NHL nella Sun Belt statunitense, rappresentata per la prima volta dai Los Angeles Kings nel 1967. Fu inoltre l'ultima stagione per i Minnesota North Stars prima del loro trasferimento a Dallas nella stagione successiva.
I New York Rangers mancarono l'accesso ai playoff, diventando la prima formazione detentrice del Presidents' Trophy a non qualificarsi l'anno successivo per la fase decisiva della stagione. Per la prima volta in carriera Wayne Gretzky non chiuse entro i primi tre posti nella classifica marcatori; a causa di un infortunio alla schiena giocò solo 45 partite con un totale di 65 punti.

## Squadre partecipanti
- Boston Bruins
- Buffalo Sabres
- Calgary Flames
- Chicago Blackhawks
- Detroit Red Wings
- Edmonton Oilers
- Hartford Whalers
- Los Angeles Kings
- Minnesota North Stars
- Montreal Canadiens
- New Jersey Devils
- New York Islanders

- New York Rangers
- Ottawa Senators
- Philadelphia Flyers
- Pittsburgh Penguins
- Quebec Nordiques
- San Jose Sharks
- St. Louis Blues
- Tampa Bay Lightning
- Toronto Maple Leafs
- Vancouver Canucks
- Washington Capitals
- Winnipeg Jets

## Pre-season

### NHL Expansion Draft
L'Expansion Draft si tenne il 18 giugno 1992 presso il Forum de Montréal di Montréal, nella provincia del Québec. Il draft ebbe luogo per permettere di completare il roster delle nuove franchigie iscritte in NHL a partire dalla stagione 1992-1993, gli Ottawa Senators e i Tampa Bay Lightning.

### NHL Entry Draft
L'Entry Draft si tenne il 20 giugno 1992 presso il Forum de Montréal di Montréal, nella provincia del Québec. I Tampa Bay Lightning nominarono come prima scelta assoluta il difensore cecoslovacco Roman Hamrlík. Altri giocatori rilevanti selezionati per giocare in NHL furono Aleksej Jašin, Sergej Brylin, Jere Lehtinen e Anson Carter.

## Stagione regolare

### Classifiche
= Qualificata per i playoff,       = Primo posto nella Conference,       = Vincitore del Presidents' Trophy

#### Prince of Wales Conference
Adams Division
|    |                    | PG | V  | S  | N  | GF  | GS  | PT  |
| -- | ------------------ | -- | -- | -- | -- | --- | --- | --- |
| 1. | Boston Bruins      | 84 | 51 | 26 | 7  | 332 | 268 | 109 |
| 2. | Quebec Nordiques   | 84 | 47 | 27 | 10 | 351 | 300 | 104 |
| 3. | Montreal Canadiens | 84 | 48 | 30 | 6  | 326 | 280 | 102 |
| 4. | Buffalo Sabres     | 84 | 38 | 36 | 10 | 335 | 297 | 86  |
| 5. | Hartford Whalers   | 84 | 26 | 52 | 6  | 284 | 369 | 58  |
| 6. | Ottawa Senators    | 84 | 10 | 70 | 4  | 202 | 395 | 24  |

Patrick Division
|    |                     | PG | V  | S  | N  | GF  | GS  | PT  |
| -- | ------------------- | -- | -- | -- | -- | --- | --- | --- |
| 1. | Pittsburgh Penguins | 84 | 56 | 21 | 7  | 367 | 268 | 119 |
| 2. | Washington Capitals | 84 | 43 | 34 | 7  | 325 | 286 | 93  |
| 3. | New York Islanders  | 84 | 40 | 37 | 7  | 335 | 297 | 87  |
| 4. | New Jersey Devils   | 84 | 40 | 37 | 7  | 308 | 299 | 87  |
| 5. | Philadelphia Flyers | 84 | 36 | 37 | 11 | 319 | 319 | 83  |
| 6. | New York Rangers    | 84 | 34 | 39 | 11 | 304 | 308 | 79  |

#### Clarence S. Campbell Conference
Norris Division
|    |                       | PG | V  | S  | N  | GF  | GS  | PT  |
| -- | --------------------- | -- | -- | -- | -- | --- | --- | --- |
| 1. | Chicago Blackhawks    | 84 | 47 | 25 | 12 | 279 | 230 | 106 |
| 2. | Detroit Red Wings     | 84 | 47 | 28 | 9  | 369 | 280 | 103 |
| 3. | Toronto Maple Leafs   | 84 | 44 | 29 | 11 | 288 | 241 | 99  |
| 4. | St. Louis Blues       | 84 | 37 | 36 | 11 | 282 | 278 | 85  |
| 5. | Minnesota North Stars | 84 | 36 | 38 | 10 | 272 | 293 | 82  |
| 6. | Tampa Bay Lightning   | 84 | 23 | 54 | 7  | 245 | 332 | 53  |

Smythe Division
|    |                   | PG | V  | S  | N  | GF  | GS  | PT  |
| -- | ----------------- | -- | -- | -- | -- | --- | --- | --- |
| 1. | Vancouver Canucks | 84 | 46 | 29 | 9  | 346 | 278 | 101 |
| 2. | Calgary Flames    | 84 | 43 | 30 | 11 | 322 | 282 | 97  |
| 3. | Los Angeles Kings | 84 | 39 | 35 | 10 | 338 | 340 | 88  |
| 4. | Winnipeg Jets     | 84 | 40 | 37 | 7  | 322 | 320 | 87  |
| 5. | Edmonton Oilers   | 84 | 26 | 50 | 8  | 242 | 337 | 60  |
| 6. | San Jose Sharks   | 84 | 11 | 71 | 2  | 218 | 414 | 24  |

### Statistiche

#### Classifica marcatori
La seguente lista elenca i migliori marcatori al termine della stagione regolare.

| Giocatore           | Squadra             | PG | G  | A  | Pt  | +/- | MP  |
| ------------------- | ------------------- | -- | -- | -- | --- | --- | --- |
| Mario Lemieux       | Pittsburgh Penguins | 60 | 69 | 91 | 160 | +55 | 38  |
| Pat LaFontaine      | Buffalo Sabres      | 84 | 53 | 95 | 148 | +11 | 63  |
| Adam Oates          | Boston Bruins       | 84 | 45 | 97 | 142 | +15 | 32  |
| Steve Yzerman       | Detroit Red Wings   | 84 | 58 | 79 | 137 | +33 | 44  |
| Teemu Selänne       | Winnipeg Jets       | 84 | 76 | 56 | 132 | +8  | 45  |
| Pierre Turgeon      | New York Islanders  | 83 | 58 | 74 | 132 | -1  | 26  |
| Aleksandr Mogil'nyj | Buffalo Sabres      | 77 | 76 | 51 | 127 | +7  | 40  |
| Doug Gilmour        | Toronto Maple Leafs | 83 | 32 | 95 | 127 | +32 | 100 |
| Luc Robitaille      | Los Angeles Kings   | 84 | 63 | 62 | 125 | +18 | 100 |
| Mark Recchi         | Philadelphia Flyers | 84 | 53 | 70 | 123 | +1  | 95  |

#### Classifica portieri
La seguente lista elenca i migliori portieri al termine della stagione regolare.

| Giocatore     | Squadra                            | PG | Min     | V  | S  | P  | GS  | SO | Sv%  | MGS  |
| ------------- | ---------------------------------- | -- | ------- | -- | -- | -- | --- | -- | ---- | ---- |
| Félix Potvin  | Toronto Maple Leafs                | 48 | 2781:25 | 25 | 15 | 7  | 116 | 2  | .910 | 2.50 |
| Ed Belfour    | Chicago Blackhawks                 | 71 | 4106:01 | 41 | 18 | 11 | 177 | 7  | .906 | 2.59 |
| Tom Barrasso  | Pittsburgh Penguins                | 63 | 3701:46 | 43 | 14 | 5  | 186 | 4  | .901 | 3.01 |
| Curtis Joseph | St. Louis Blues                    | 68 | 3890:10 | 29 | 28 | 9  | 196 | 1  | .911 | 3.02 |
| Kay Whitmore  | Vancouver Canucks                  | 31 | 1817:10 | 18 | 8  | 4  | 94  | 1  | .890 | 3.10 |
| Dominik Hašek | Buffalo Sabres                     | 28 | 1428:37 | 11 | 10 | 4  | 75  | 0  | .896 | 3.15 |
| Andy Moog     | Boston Bruins                      | 55 | 3193:49 | 37 | 14 | 3  | 168 | 3  | .876 | 3.16 |
| Jeff Reese    | Calgary Flames                     | 26 | 1310:47 | 14 | 4  | 1  | 70  | 1  | .889 | 3.20 |
| Patrick Roy   | Montreal Canadiens                 | 62 | 3594:59 | 31 | 25 | 5  | 192 | 2  | .894 | 3.20 |
| Daren Puppa   | Buffalo Sabres Toronto Maple Leafs | 32 | 1784:46 | 17 | 7  | 4  | 96  | 2  | .898 | 3.23 |

## Playoff

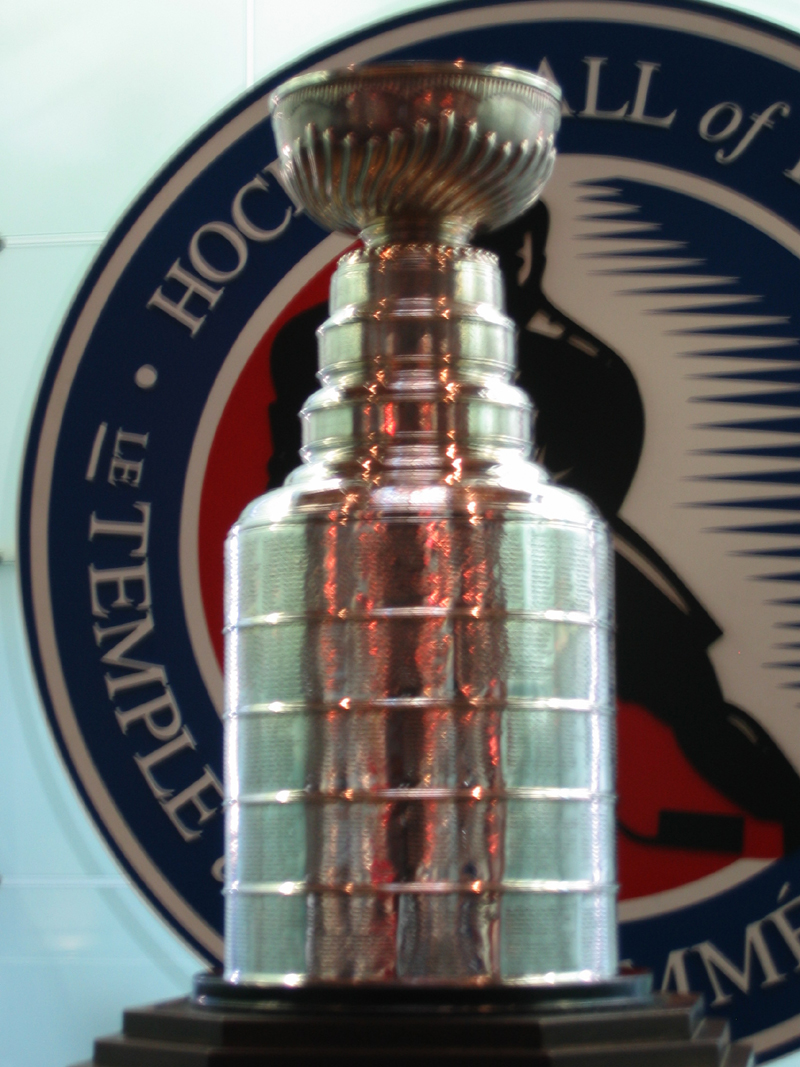
Il trofeo della Stanley Cup.

Al termine della stagione regolare le migliori 16 squadre del campionato si sono qualificate per i playoff. I Pittsburgh Penguins si aggiudicarono il Presidents' Trophy avendo ottenuto il miglior record della lega con 119 punti.

### Tabellone playoff
Nel primo turno la squadra con il ranking più alto di ciascuna Division si sfida con quella dal posizionamento più basso seguendo lo schema 1-4 e 2-3, usufruendo anche del vantaggio del fattore campo. Il secondo turno determina la vincente divisionale, mentre il terzo vede affrontarsi le squadre vincenti delle Division della stessa Conference per accedere alla finale di Stanley Cup. Il fattore campo osservato nelle finali di conference e in finale di Stanley Cup fu determinato dai punti ottenuti in stagione regolare. Ciascuna serie, al meglio delle sette gare, seguì il formato 2-2-1-1-1: la squadra migliore in stagione regolare avrebbe disputato in casa Gara-1 e 2, (se necessario anche Gara-5 e 7), mentre quella posizionata peggio avrebbe giocato nel proprio palazzetto Gara-3 e 4 (se necessario anche Gara-6).
|  | Semifinali Division | Semifinali Division | Semifinali Division |                     |    | Finali Division     | Finali Division | Finali Division |  |  | Finali Conference | Finali Conference | Finali Conference |  |  | Finale Stanley Cup | Finale Stanley Cup | Finale Stanley Cup |  |
|  |                     |                     |                     |                     |    |                     |                 |                 |  |  |                   |                   |                   |  |  |                    |                    |                    |  |
|  | A1                  | Boston Bruins       | 0                   |                     |    |                     |                 |                 |  |  |                   |                   |                   |  |  |                    |                    |                    |  |
|  | A1                  | Boston Bruins       | 0                   |                     |    |                     |                 |                 |  |  |                   |                   |                   |  |  |                    |                    |                    |  |
|  | A4                  | Buffalo Sabres      | 4                   |                     |    |                     |                 |                 |  |  |                   |                   |                   |  |  |                    |                    |                    |  |
|  | A4                  | Buffalo Sabres      | 4                   |                     | A4 | Buffalo Sabres      | 0               |                 |  |  |                   |                   |                   |  |  |                    |                    |                    |  |
|  |                     |                     |                     |                     | A4 | Buffalo Sabres      | 0               |                 |  |  |                   |                   |                   |  |  |                    |                    |                    |  |
|  |                     |                     | A3                  | Montreal Canadiens  | 4  |                     |                 |                 |  |  |                   |                   |                   |  |  |                    |                    |                    |  |
|  | A2                  | Quebec Nordiques    | A3                  | Montreal Canadiens  | 4  | 2                   |                 |                 |  |  |                   |                   |                   |  |  |                    |                    |                    |  |
|  | A2                  | Quebec Nordiques    |                     |                     |    |                     |                 |                 |  |  |                   |                   |                   |  |  |                    |                    |                    |  |
|  | A3                  | Montreal Canadiens  | 4                   |                     |    |                     |                 |                 |  |  |                   |                   |                   |  |  |                    |                    |                    |  |
|  | A3                  | Montreal Canadiens  | 4                   |                     | A3 | Montreal Canadiens  | 4               |                 |  |  |                   |                   |                   |  |  |                    |                    |                    |  |
|  |                     |                     |                     |                     |    |                     |                 |                 |  |  |                   |                   |                   |  |  |                    |                    |                    |  |
|  |                     |                     | P3                  | New York Islanders  | 3  |                     |                 |                 |  |  |                   |                   |                   |  |  |                    |                    |                    |  |
|  | P1                  | Pittsburgh Penguins | P3                  | New York Islanders  | 3  | 4                   |                 |                 |  |  |                   |                   |                   |  |  |                    |                    |                    |  |
|  | P1                  | Pittsburgh Penguins |                     |                     |    |                     |                 |                 |  |  |                   |                   |                   |  |  |                    |                    |                    |  |
|  | P4                  | New Jersey Devils   | 1                   |                     |    |                     |                 |                 |  |  |                   |                   |                   |  |  |                    |                    |                    |  |
|  | P4                  | New Jersey Devils   | 1                   |                     | P1 | Pittsburgh Penguins | 3               |                 |  |  |                   |                   |                   |  |  |                    |                    |                    |  |
|  |                     |                     |                     |                     | P1 | Pittsburgh Penguins | 3               |                 |  |  |                   |                   |                   |  |  |                    |                    |                    |  |
|  |                     |                     | P3                  | New York Islanders  | 4  |                     |                 |                 |  |  |                   |                   |                   |  |  |                    |                    |                    |  |
|  | P2                  | Washington Capitals | P3                  | New York Islanders  | 4  | 2                   |                 |                 |  |  |                   |                   |                   |  |  |                    |                    |                    |  |
|  | P2                  | Washington Capitals |                     |                     |    |                     |                 |                 |  |  |                   |                   |                   |  |  |                    |                    |                    |  |
|  | P3                  | New York Islanders  | 4                   |                     |    |                     |                 |                 |  |  |                   |                   |                   |  |  |                    |                    |                    |  |
|  | P3                  | New York Islanders  | 4                   |                     | A3 | Montreal Canadiens  | 4               |                 |  |  |                   |                   |                   |  |  |                    |                    |                    |  |
|  |                     |                     |                     |                     |    |                     |                 |                 |  |  |                   |                   |                   |  |  |                    |                    |                    |  |
|  |                     |                     | S3                  | Los Angeles Kings   | 1  |                     |                 |                 |  |  |                   |                   |                   |  |  |                    |                    |                    |  |
|  | N1                  | Chicago Blackhawks  | S3                  | Los Angeles Kings   | 1  | 0                   |                 |                 |  |  |                   |                   |                   |  |  |                    |                    |                    |  |
|  | N1                  | Chicago Blackhawks  |                     |                     |    |                     |                 |                 |  |  |                   |                   |                   |  |  |                    |                    |                    |  |
|  | N4                  | St. Louis Blues     | 4                   |                     |    |                     |                 |                 |  |  |                   |                   |                   |  |  |                    |                    |                    |  |
|  | N4                  | St. Louis Blues     | 4                   |                     | N4 | St. Louis Blues     | 3               |                 |  |  |                   |                   |                   |  |  |                    |                    |                    |  |
|  |                     |                     |                     |                     | N4 | St. Louis Blues     | 3               |                 |  |  |                   |                   |                   |  |  |                    |                    |                    |  |
|  |                     |                     | N3                  | Toronto Maple Leafs | 4  |                     |                 |                 |  |  |                   |                   |                   |  |  |                    |                    |                    |  |
|  | N2                  | Detroit Red Wings   | N3                  | Toronto Maple Leafs | 4  | 3                   |                 |                 |  |  |                   |                   |                   |  |  |                    |                    |                    |  |
|  | N2                  | Detroit Red Wings   |                     |                     |    |                     |                 |                 |  |  |                   |                   |                   |  |  |                    |                    |                    |  |
|  | N3                  | Toronto Maple Leafs | 4                   |                     |    |                     |                 |                 |  |  |                   |                   |                   |  |  |                    |                    |                    |  |
|  | N3                  | Toronto Maple Leafs | 4                   |                     | N3 | Toronto Maple Leafs | 3               |                 |  |  |                   |                   |                   |  |  |                    |                    |                    |  |
|  |                     |                     |                     |                     |    |                     |                 |                 |  |  |                   |                   |                   |  |  |                    |                    |                    |  |
|  |                     |                     | S3                  | Los Angeles Kings   | 4  |                     |                 |                 |  |  |                   |                   |                   |  |  |                    |                    |                    |  |
|  | S1                  | Vancouver Canucks   | S3                  | Los Angeles Kings   | 4  | 4                   |                 |                 |  |  |                   |                   |                   |  |  |                    |                    |                    |  |
|  | S1                  | Vancouver Canucks   |                     |                     |    |                     |                 |                 |  |  |                   |                   |                   |  |  |                    |                    |                    |  |
|  | S4                  | Winnipeg Jets       | 2                   |                     |    |                     |                 |                 |  |  |                   |                   |                   |  |  |                    |                    |                    |  |
|  | S4                  | Winnipeg Jets       | 2                   |                     | S1 | Vancouver Canucks   | 2               |                 |  |  |                   |                   |                   |  |  |                    |                    |                    |  |
|  |                     |                     |                     |                     | S1 | Vancouver Canucks   | 2               |                 |  |  |                   |                   |                   |  |  |                    |                    |                    |  |
|  |                     |                     | S3                  | Los Angeles Kings   | 4  |                     |                 |                 |  |  |                   |                   |                   |  |  |                    |                    |                    |  |
|  | S2                  | Calgary Flames      | S3                  | Los Angeles Kings   | 4  | 3                   |                 |                 |  |  |                   |                   |                   |  |  |                    |                    |                    |  |
|  | S2                  | Calgary Flames      |                     |                     |    |                     |                 |                 |  |  |                   |                   |                   |  |  |                    |                    |                    |  |
|  | S3                  | Los Angeles Kings   | 4                   |                     |    |                     |                 |                 |  |  |                   |                   |                   |  |  |                    |                    |                    |  |

### Stanley Cup
La finale della Stanley Cup 1993 è stata una serie al meglio delle sette gare che ha determinato il campione della National Hockey League per la stagione 1992-1993. I Montreal Canadiens hanno sconfitto i Los Angeles Kings in cinque partite e si sono aggiudicati la Stanley Cup per la ventiquattresima volta nella loro storia. Alla stagione 2014-15 il successo dei Canadiens rimane l'ultimo da parte di una formazione canadese. Per i Kings fu la prima finale in assoluto dalla loro fondazione nel 1967.

## Premi NHL

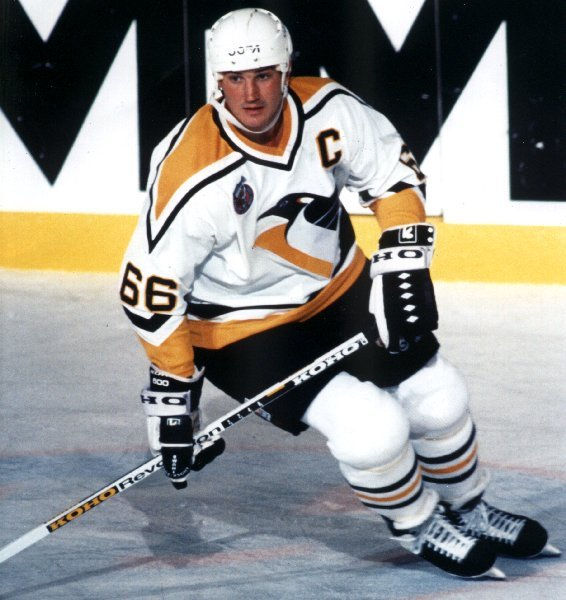
Il capitano dei Penguins Mario Lemieux, vincitore dei trofei Art Ross, Bill Masterton, Hart, Lester B. Pearson e NHL Plus/Minus.

### Riconoscimenti
- Stanley Cup: Montreal Canadiens
- Presidents' Trophy: Pittsburgh Penguins
- Prince of Wales Trophy: Montreal Canadiens
- Clarence S. Campbell Bowl: Los Angeles Kings
- Art Ross Trophy: Mario Lemieux (Pittsburgh Penguins)
- Bill Masterton Memorial Trophy: Mario Lemieux (Pittsburgh Penguins)
- Calder Memorial Trophy: Teemu Selänne (Winnipeg Jets)
- Conn Smythe Trophy: Patrick Roy (Montreal Canadiens)
- Frank J. Selke Trophy: Doug Gilmour (Toronto Maple Leafs)
- Hart Memorial Trophy: Mario Lemieux (Pittsburgh Penguins)
- Jack Adams Award: Pat Burns (Toronto Maple Leafs)
- James Norris Memorial Trophy: Chris Chelios (Chicago Blackhawks)
- King Clancy Memorial Trophy: Dave Poulin (Boston Bruins)
- Lady Byng Memorial Trophy: Pierre Turgeon (New York Islanders)
- Lester B. Pearson Award: Mario Lemieux (Pittsburgh Penguins)
- Lester Patrick Trophy: Frank Boucher, Mervyn Dutton, Bruce McNall, Gil Stein
- NHL Plus/Minus Award: Mario Lemieux (Pittsburgh Penguins)
- Vezina Trophy: Ed Belfour (Chicago Blackhawks)
- William M. Jennings Trophy: Ed Belfour (Chicago Blackhawks)

### NHL All-Star Team
First All-Star Team
- Attaccanti: Luc Robitaille • Mario Lemieux • Teemu Selänne
- Difensori: Chris Chelios • Ray Bourque
- Portiere: Ed Belfour

Second All-Star Team
- Attaccanti: Kevin Stevens • Pat LaFontaine • Aleksandr Mogil'nyj
- Difensori: Larry Murphy • Al Iafrate
- Portiere: Tom Barrasso

NHL All-Rookie Team
- Attaccanti: Joé Juneau • Eric Lindros • Teemu Selänne
- Difensori: Vladimir Malachov • Scott Niedermayer
- Portiere: Félix Potvin